# Jeep Jeepster
Jeepster — автомобіль, виготовлявся американською компанією Willys-Overland Motors з 1948 по 1950 рік. Він розроблявся з метою заповнення прогалини у виробничій лінії компанії. Основна модель включала в себе безліч розкішних функцій та внутрішньої фурнітури на додаток до високого рівня стандартного обладнання. Всього було випущено майже 20 000 автомобілів Willys Jeepster.
Назва Jeepster відродилася в 1966 році для нової моделі - C-101 Jeepster Commando. American Motors (AMC), наступник Willys-Overland Motors. Він призначався для конкурування з Toyota Land Cruiser і Ford Bronco. Малося дві основні модифікації Jeepster Commando - «С101» (колісна база - 101 дюйм) і «С104» (колісна база - 104 дюйма). В 1972 році в моделі усунули з назви позначення Jeepster, закінчивши її виробництво після 1973 року.

## Willys Jeepster VJ (1948-1950)
- 1948–1950: 2,2 l - R4 - Willys-Go-Devil-Motor L134
- 1949–1950: 2,4 l - R6 - Willys-Lightning-Motor L148
- 1950: 2,2 l - R4 - Willys-Hurricane-Motor F134
- 1950: 2,6 l - R6 - Willys-Lightning-Motor L161

## Jeepster Commando C101 (1966-1971)

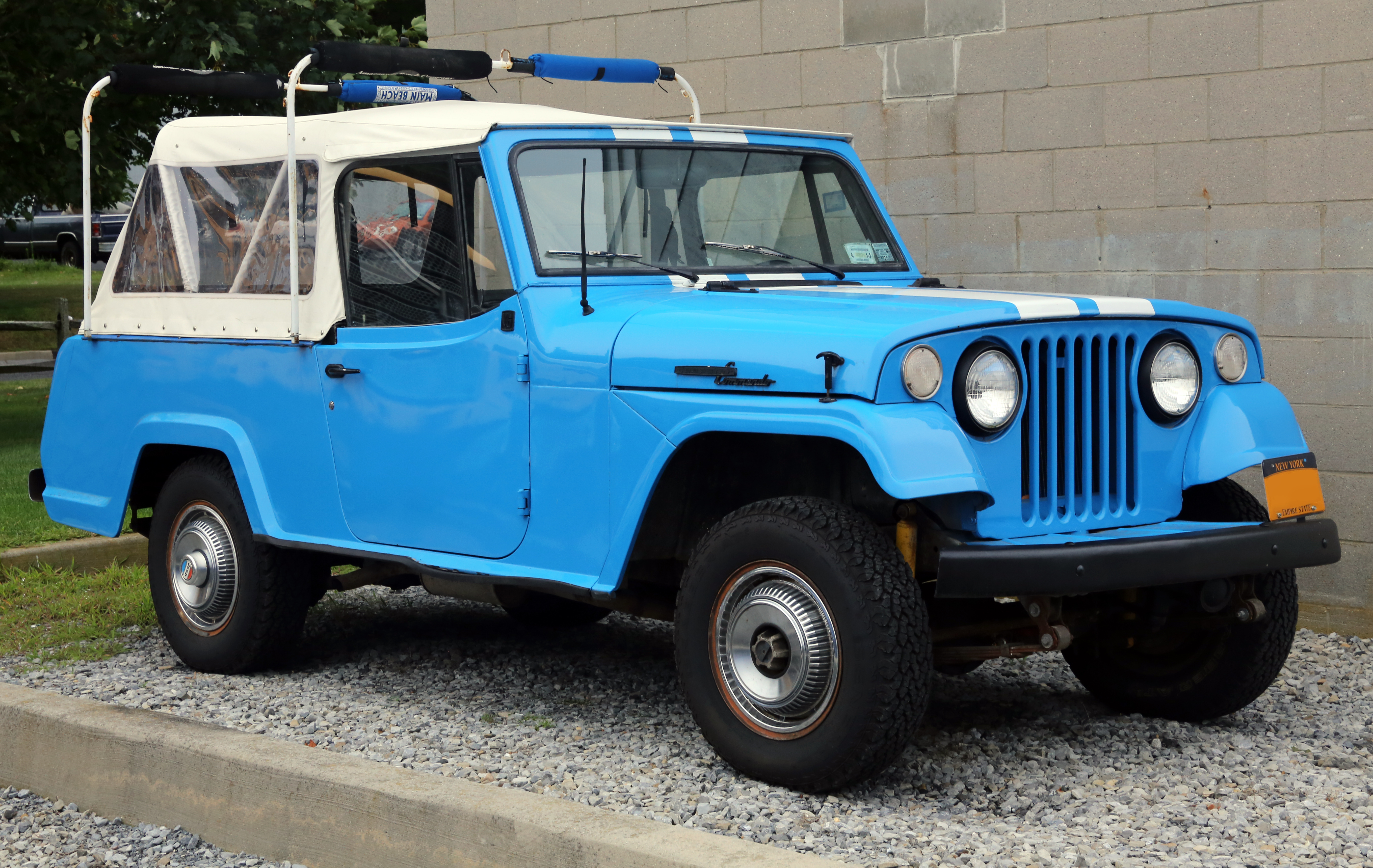
Jeepster Commando C101

- 1966–1971: 2,2 l - R4 - Willys-Hurricane-Motor F134 75 к.с. 154 Нм
- 1966–1971: 3,7 l - V6 - Kaiser-Dauntless-Motor 160 к.с. 318 Нм

## Jeep Commando C104 (1971-1972)

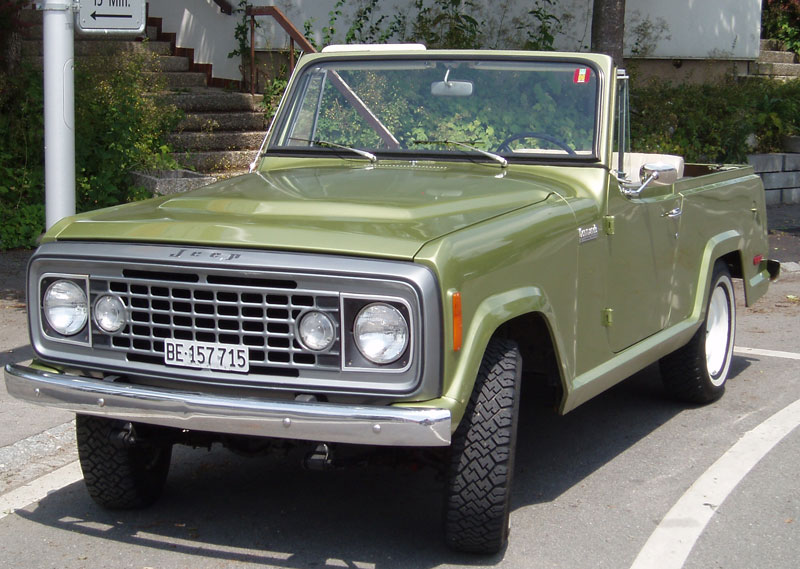
Jeep Commando C104

- 1971–1972: 3,8 l - R6 - AMC-Motor 100 к.с. 250 Нм
- 1971–1972: 4,2 l - R6 - AMC-Motor
- 1971–1972: 5,0 l - V8 - AMC-Motor